# Caverna de Umajalanta
La caverna de Umajalanta es la caverna más larga y profunda de Bolivia, con una longitud de 4.600 metros y un desnivel (con respecto a la superficie) de 164 metros. La caverna está ubicada dentro del municipio de Toro Toro de la provincia de Charcas al norte del departamento de Potosí. Se encuentra a 8 km de la localidad de Toro Toro y a su vez forma parte del parque nacional homónimo. Umajalanta se constituye un sitio de alto interés científico y espeleológico.
Su nombre proviene del idioma aymara y quiere decir ‘agua que cae y se pierde'. La excursión dentro de la caverna se realiza obligatoriamente con un guía y es necesario usar casco y linterna frontal.

## Descripción
La entrada tiene unos 20 metros de alto y 30 de ancho y un río recorre su interior. Presenta diversas formas naturales a través de la formación de estalactitas y estalagmitas en diferentes salas que ofrece el recorrido. La caverna está formada por grandes bóvedas y galerías unidas por pequeños pasos estrechos.
Al interior de la caverna, donde ya no llega la luz, se encuentran unos peces blancos ciegos de 10 centímetros, cuyo nombre científico es Trichomycterus chaberti. Se cree que en la era mesozoica había un pantano donde los dinosaurios acostumbraban a beber agua hace 150 millones de años.